# 緒川 (河川)
緒川（おがわ）は、茨城県を流れる河川である。那珂川の支流である。

## 地理
茨城県常陸大宮市と栃木県那須郡那珂川町の県境、鷲子山（とりのこさん）付近に源流を有する。常陸大宮市内を南流し、御前山付近の那珂川に合流する。
那珂郡緒川村の村名の由来となった河川である。